# Lee Chae-mi
Lee Chae-mi (em coreano: 이채미; 23 de junho de 2006) é uma atriz sul-coreana. Conhecida por interpretar uma garota que precisa de um transplante de medula óssea na série Two Weeks (2013).

## Filmografia

### Série de televisão
| Ano  | Título                             | Papel                                  | Rede |
| ---- | ---------------------------------- | -------------------------------------- | ---- |
| 2012 | Still You                          | Na Mi-So                               | SBS  |
| 2013 | Blooded Palace: The War of Flowers | Jo Gwi-In (jovem) / Princesa Hyo-Myung | JTBC |
| 2013 | Crazy Love                         | Lee Hae-Ram                            | tvN  |
| 2013 | Two Weeks                          | Seo Soo-Jin                            | MBC  |
| 2013 | Golden Rainbow                     | Kim Baek-Won (jovem)                   | MBC  |
| 2013 | One Warm Word                      | Kim Yoon-Jung                          | SBS  |
| 2014 | Trot Lovers                        | Irmão na praia (Epísodio 12)           | KBS2 |
| 2014 | The Night Watchman's Journal       | Do Ha (jovem)                          | MBC  |
| 2014 | Plus Nine Boys                     | Jang Baek-Ji                           | tvN  |
| 2015 | Queen's Flower                     | Rena Jung (jovem)                      | MBC  |
| 2015 | I Have a Lover                     | Baek Jo                                | SBS  |
| 2016 | Monster                            | Park Ye-Bin                            | MBC  |
| 2017 | Teacher Oh Soon-Nam                | Cha Joon-Young                         | MBC  |
| 2017 | The Lady in Dignity                | Ahn Ji-Hoo                             | JTBC |

### Filmes
| Año  | Título               | Papel          |
| ---- | -------------------- | -------------- |
| 2016 | Life Risking Romance | Han Je (jovem) |

## Ligações Externas
- Lee Chae-mi. no IMDb.
- Este artigo foi inicialmente traduzido, total ou parcialmente, do artigo da Wikipédia em inglês cujo título é «Lee Chae-mi», especificamente desta versão.